# David Petersen
Pour les articles homonymes, voir David Petersen (homonymie) et Petersen.
Œuvres principales
- Speelstukken (1683)
- [Vermeerderde] Zede- en harpgezangen met zangkunst verrykt (1694 et 1711)
- Zede- en harpgezangen (1713)
- Boertige en ernstige minnezangen (1705 et 1709)

David Petersen, né à Lübeck vers 1651 et mort à Amsterdam après 1709, peut-être en 1737, est un compositeur et violoniste dilettante d'origine allemande qui vécut et travailla aux Provinces-Unies.

## Biographie
Petersen, originaire de l'Allemagne du Nord et plus précisément de Lübeck, subit sans doute l'influence de compositeurs éminents de cette ville tels que Franz Tunder et Dietrich Buxtehude.  Dans le deuxième tiers du XVIe siècle, le violoniste virtuose Nicolaus Bleyer y comptait de nombreux élèves.  On ne peut pas exclure que Petersen ait bénéficié d'une formation musicale dans cet entourage.  Les échanges culturels qui avaient lieu entre les villes hanséatiques, où vivaient des compositeurs tels que Johann Schop, Johann Valentin Meder ou Nathanael Schnittelbach, jouèrent un rôle dans l'éducation musicale de Petersen.  Peut-être fut-il un élève du compositeur allemand pour violon Johann Jakob Walther.  Comme musicien, il était, selon toute vraisemblance, en premier lieu violoniste.
Des documents relatifs à la publication des bans de Petersen, le 20 mai 1679, confirment qu'à cette époque, il était un marchand âgé de 28 ans, ce qui implique que sa naissance avait eu lieu vers 1651.  Il demeurait alors au Prinsengracht.  Le 4 juin 1679, à Sloten, il se maria avec Catharina Aertsen de Nimègue.  Le couple eut cinq enfants.
Avec Hendrik Anders, Johannes Schenck, Carl Rosier et Servaes de Koninck, Petersen était, vers 1700, un des compositeurs d'un groupe amstellodamois qui mettaient en musique des textes néerlandais, pour une bonne partie issus de la plume des poètes Abraham Alewijn et Cornelis Sweerts.
Le 12 septembre 1709, il assista sa fille Jelena lors de la publication des bans en préparation au mariage avec le commerçant Samuel Leenaerts.  Il vivait alors au Reguliersgracht.

## Œuvre

### Les sonates du recueilSpeelstukken
Les sonates pour violon et basse continue furent publiées sous le titre Speelstukken en 1683.  L'ouvrage est une contribution exceptionnelle au répertoire néerlandais pour violon et compte douze « pièces à jouer » qui combinent des caractéristiques de la sonate et de la suite. Il s'agit d'une musique virtuose dans la tradition polyphonique de violonistes allemands tels que Johann Jakob Walther ou Thomas Baltzar.  Les pièces ne sont pas sans rappeler celles d'un Johann Paul von Westhoff ou d'un Heinrich Ignaz Franz von Biber.  Petersen devait avoir connu les Scherzi pour violon seul et basse continue de 1676 de Walther, car il y a des similitudes entre des passages entiers de ses propres pièces et de celles de Walther ; il semble d'ailleurs qu'il ait repris plusieurs thèmes de ce dernier.
La partie de basse y revêt souvent un rôle de premier ordre, dominant parfois la partie de violon, comme dans le prestissimo de la deuxième, dans l'allegro conclusif de la quatrième et dans la finale de la dixième sonate.  Petersen renonce au genre, cher aux compositeurs allemands, de l'aria avec variations, qui est également présent dans les Scherzi de Walther.
Le seul exemplaire conservé des Speelstukken appartient à la bibliothèque de la cathédrale de Durham.  Une copie de deux des sonates se trouve dans les archives de la famille louvaniste de musiciens di Martinelli et propose, au XVIIIe siècle, pour la réalisation de la basse continue, une instrumentation pour orgue différente de celle suggérée dans la publication de 1683, qui, elle, était pour théorbe ou viole de gambe.
Hormis les « pièces à jouer », aucune musique instrumentale de Petersen nous n'est parvenue, à moins que ce ne soit par la mention quelque part de variations instrumentales sur la chanson Ik zag Cecilia komen (Je vis venir Cécile), dont la mélodie apparaît d'ailleurs aussi dans Vltava de Bedřich Smetana et dans l'hymne national d'Israël, l'Hatikvah.

### Chansons néerlandaises avec basse continue

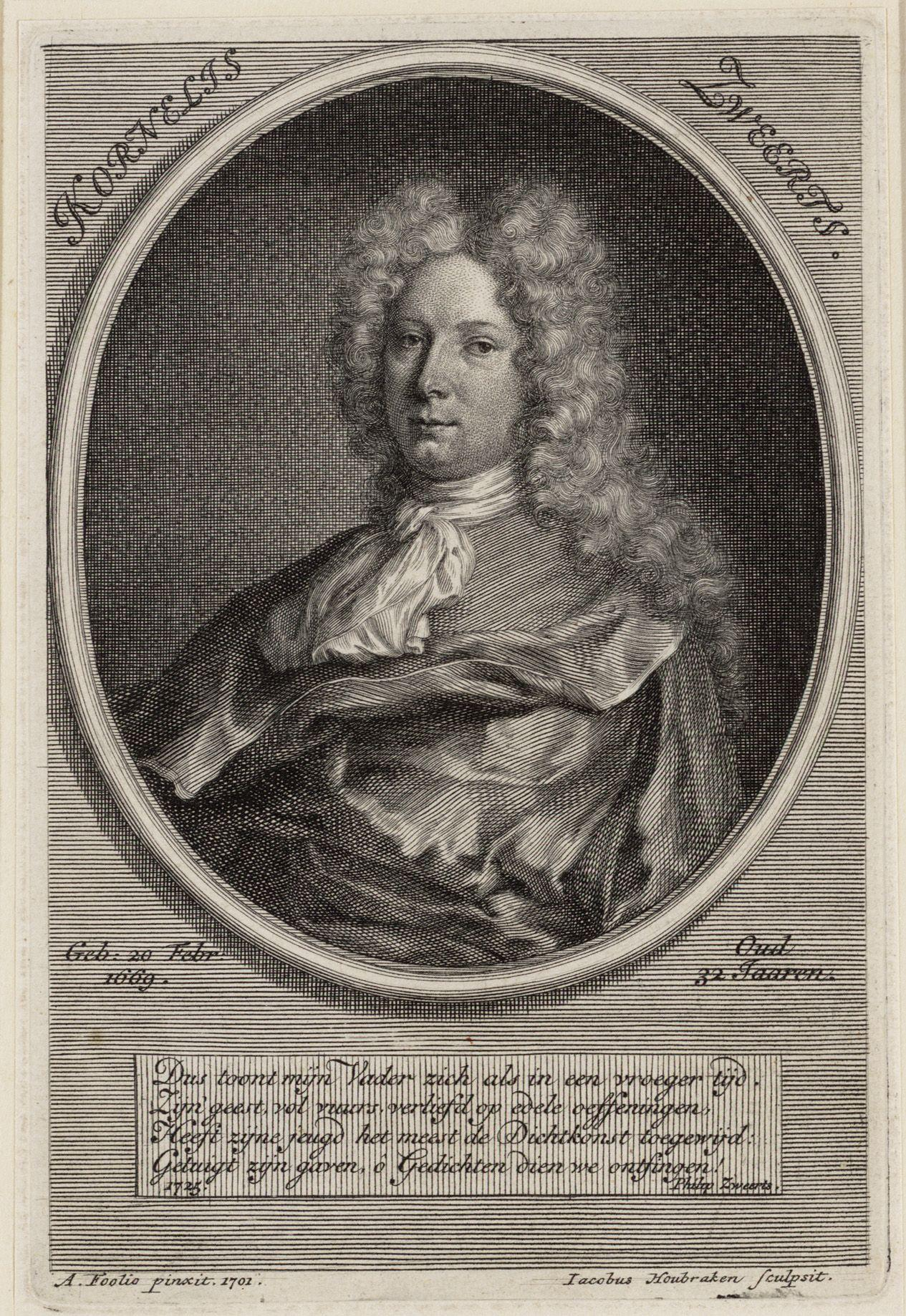
Portrait de Cornelis Sweerts à l'âge de 32 ans (1701) avec une légende de son fils Philip Sweerts ; c'est de Sweerts, parmi d'autres, que Petersen mit en musique des poèmes.

Pour le reste, Petersen composait des chansons néerlandaises avec basse continue : principalement des récits et quelques chansons à la française et à l'italienne.  Les sujets de ces chansons sont généralement sérieux.  Les chansons du Byvoegsel bij de Boertige en ernstige minnezangen montrent une tendance moralisatrice similaire.  Les mélodies se rapprochent davantage du récitatif que celles d’autres compositeurs.  Le rythme musical est largement défini par celui du texte.  Petersen construit ses mélodies abondamment sur des arpèges et des répétitions de tons.  L'harmonie est assez stéréotypée.  Chaque récit possède une double forme : à mi-chemin, la conclusion est formée par un rythme caractéristique.
En 1693, Alewijn dédia sa pastorale Amarillis, bly-eindend treurspel à Petersen, à qui il rappela à cette occasion sa promesse de la mettre en musique,.  La musique parut plus tard sous le titre Opera of sangspel van Amarillis: daar in over de 70 arien.  De ces plus de 70 « arias », quatre seulement sont conservées dans l'harmonisation de Petersen, insérées dans de nouvelles éditions des Boertige en ernstige minnezangen de 1705 et de 1709.  Le recueil se compose en outre de chansons de Petersen sur des paroles de Dirck Buysero et Cornelis Sweerts.
Les Zede- en harpgezangen, chants dont Abraham Alewijn avait écrit les paroles, parurent dans la République en 1694 et seraient les premiers à comprendre des chansons néerlandaises originales avec basse continue.  L'ouvrage se compose de onze chansons moralisantes, les zedezangen, et treize adaptations de psaumes, les harpzangen.  Dans ces chansons, Petersen avait employé le style grave des chansons avec basse continue du nord de l'Allemagne, où beaucoup de soin est apporté à une bonne déclamation du texte.
Au total, Petersen composa 34 chansons sur les paroles d'Alewijn et de Sweerts.

## Notoriété

### Les contemporains de Petersen
Les contemporains de Petersen semblent avoir particulièrement apprécié son art : ils brossaient en tout cas un portrait élogieux de lui.  Ainsi, à la fin de l'introduction au Zang- en speelkunst, dans deux poèmes, ses amis poètes dessinent une image très favorable de lui : dans le premier, Cornelis Sweerts décrit le compositeur comme excellent dans son art et modéré dans sa vie (« uitsteekend in zyn kunst, gematigt in zyn leven »), tandis que dans le second, Alewijn fait l'éloge d'un Petersen dont l'art serait inégalé et dont le jeu de cordes serait gracieux (« gadelooze kunst van 't lieflijk snaarenspel »).
Le certificat de baptême de 1691, où Abraham Alewijn figure comme parrain du fils de Petersen, qui s'appelait également Abraham, semble confirmer les liens d'amitié chaleureuse que le compositeur aurait entretenus avec ce poète.  Alewijn écrivit encore au sujet de leur rencontre dans sa préface à la pastorale Amarillis de 1693 en mentionnant les nombreuses occasions où  Petersen était venu faire de la musique dans son domaine à 's-Graveland.
L'appréciation de Sweerts ressort aussi d'une ode des Boertige en ernstige minnezangen : Dank aan den Uitmuntenden Kunstenaar David Petersen.  La seconde partie du poème se lit comme suit :
| Dank aan den Uitmuntenden Kunstenaar David Petersen | Témoignage de reconnaissance à l'excellent artiste, David Petersen (traduction libre du texte original) |
| --- | --- |
| "Dus streelde 't spel ons oor, dan hoopten we op het end, Noch voor een nagerecht, om 't hart best te bekooren Door 't groots muzykbanket, onze Orfeus, wyt bekent, Dien weergaloozen man, dien PETERSEN, te hooren, Dan zwom en dobberde de ziel in zalig zoet, Wanneer zyn vingrenvlugt door 't vliegen op de snaaren, Haar uit het lichaam trok, die opwaarts zweeven moet, Door dat geluid verruk[t], en mag ten hemel vaaren. Zyn vingren teelen dan door lieffelyk geluit Dat voorkoomt of verdwynt, ontelbre nachtegaalen, Dan tuimlen ondereen, dan vliegen in en uit De gansche zaal een rei van hemelsche Kooraalen, Dan zingt de snaar een taal die ider kan verstaan En kennen leert wat vreugt uw spel de ziel kan geeven, Die dus verhuist, en zich van 't aardsche mag onts[l]aan. Of, weergekeert, het lyf door 't speelen leert herleeven." | « Notre oreille est alors caressée par le jeu, et on espère à la fin, Encore recevoir un dessert pour mieux tenter le cœur, En écoutant le grand banquet musical de notre Orphée bien célèbre : Cet homme incomparable qu'est Petersen ; Puis, dans un délicieux bonheur nage et flotte l'âme, Quand, par la virtuosité de ses doigts, volant sur les cordes, Il tire hors de son corps, celle qui doit voler vers le haut, Et peut voyager au ciel, enthousiasmée par ce bruit. Ses doigts créent alors, par un bruit plaisant, qui se produit ou qui disparaît, d'innombrables rossignols. Ensuite se bascule ci-dessous, puis se précipite et s'envole, dans toute la salle, une ronde de chœurs célestes, Après, la corde chante dans une langue que tout le monde saisit Et dont on apprend quelle joie le jeu peut procurer à l'âme Qui, ainsi, subséquemment, se transforme et se détourne des affaires terrestres Ou, retournée, apprend au corps de se ressusciter par le jeu. » |

### À l'époque contemporaine
Le violoniste Manfredo Kraemer, qui a enregistré les trois quarts des sonates avec son ensemble The Rare Fruits Council, considère les Speelstukken de Petersen comme exigeantes sur le plan technique, bien composées et à la hauteur des grands musiciens professionnels de l'époque, comme Biber, Westhoff et Walther.

## Ressources

### Éditions

#### Éditions et rééditions originales
- (nl) Speelstukken, Amsterdam, 1683.
- (nl) Zede- en harpgezangen met zangkunst verrykt door David Petersen (24 chansons sur des paroles d'Alewijn), Amsterdam, 1694.
- (nl) Vermeerderde zede- en harpgezangen (paroles d'Alewijn), Amsterdam, 1711.
- (nl) Zede- en harpgezangen (paroles d'Alewijn), Amsterdam, 1713.
- (nl) Zede- en harpgezangen (paroles d'Alewijn), Amsterdam, 1715.
- (nl) Boertige en ernstige minnezangen (musique de Petersen et d'Anders, paroles de Sweerts), Amsterdam, 1705.
- (nl) Boertige en ernstige minnezangen (musique de Petersen et de De Koninck paroles d'Alewijn), Amsterdam, 1705.
- (nl) Boertige en ernstige minnezangen (musique de Petersen et de De Koninck, paroles d'Alewijn), Amsterdam, 1709[14].

#### Édition moderne
- (nl) RASCH, Rudolf A. (éd.).  David Petersen: Speelstukken, 1683, [éd. en fac-similé], Utrecht, Stimu, 1989, 32 p. .

### Discographie
- The Golden Dream, 17th Century Music from the Low Countries, The Newberry Consort, Harmonia Mundi, 1995, de Petersen : Schreit niet meer.
- David Petersen, Speelstukken, Rare Fruits Council, sous la direction de Manfredo Kraemer, Astrée, 1998, neuf sonates de Petersen,
- David Petersen, Speelstukken – Stylus Phantasticus in the Low Countries, B'Rock XS, Et’cetera KTC 4032, 2010, six sonates de Petersen.